# 中国逻辑与语言函授大学
中国逻辑与语言函授大学，简称中国逻大，是中国逻辑学会主办的非学历教育民办高等教育机构，1982年4月在北京市成立。它是中国改革开放后创办最早的民办高校之一。